# Бассіру Компаоре
Бассіру Компаоре (фр. Bassirou Compaoré, нар. 23 квітня 1988, Уагадугу) — буркінійський футболіст, нападник північномакедонського клубу «Струга». Виступав також за низку буркінійських і закордонних клубів, та національну збірну Буркіна-Фасо. Чемпіон Македонії.

## Клубна кар'єра
У 2015 році Бассіру Компаоре розпочав виступи на футбольних полях у складі команди СОНАБЕЛ, в якій грав до 2017 року. З 2017 до 2018 року буркінійський нападник грав у складі марокканських клубів «Іттіхад» (Танжер) та «Хеніфра».
У 2018 році футболіст перейшов до складу туніського клубу «Клуб Африкен», у складі якого грав до 2018 року. У 2021 році Компаоре перейшов до складу іспанської команди «Райо Махадаонда». У 2022 році буркінієць перейшов до іншого іспанського клубу «Туделано», втім уже в цьому році став гравцем іспанського клубу «Талавера», який у 2023 році віддав гравця в піврічну оренду до клубу «Дон Беніто».
З 2023 року Бассіру Компаоре грає у складі північномакедонського клубу «Струга». У складі команди футболіст у сезоні 2023—2024 років став чемпіоном Македонії.

## Виступи за збірну
У 2017 році Бассіру Компаоре дебютував у складі національної збірної Буркіна-Фасо. У складі збірної футболіст грав до 2018 року, загалом зіграв у складі збірної 3 матчі, в яких забитими голами не відзначився.

## Титули і досягнення
- Чемпіон Македонії (1):

«Струга»: 2023–2024